# Kyphocarpa
Kyphocarpa é um género botânico pertencente à família Amaranthaceae.

## Espécies
- Kyphocarpa angustifolia
- Kyphocarpa cruciata
- Kyphocarpa petersii
- Kyphocarpa quadrangula
- Kyphocarpa trichinoides
- Kyphocarpa welwitschii
- Kyphocarpa zeyheri